# 안소니 타일러 퀸
안소니 타일러 퀸(Anthony Tyler Quinn, 1962년 7월 25일 ~ )은 미국의 배우, 텔레비전 배우, 각본가, 영화 프로듀서이다.
뉴런던에서 태어났다.

## 영화
- 그레이스케일 (2015년)
- 더 뉴 리퍼블릭 (2011년)
- 크리스마스 스노우 (2010년)
- 노 그레이터 러브 (2009년)
- 사일런트 베넘 (2009년)
- 스머글러스 랜섬 (2007년)
- 보이 미츠 월드 (1993년)
- 탈주자(영어판) (1991년)
- 보스톤 테러 특급 (1990년)